# Gerhard Lessky
Gerhard Lessky (* 17. Mai 1969 in Schärding) ist ein österreichischer Dirigent.

## Leben
Als Sohn von Rudolf Lessky und Neffe von Friedrich Lessky wurde Gerhard Lessky bereits in frühester Jugend mit der Musik vertraut. Er begann seine musikalischen Studien bei Balduin Sulzer und setzte sie in den Fächern Violine, Klavier und Dirigieren an der Anton Bruckner Privatuniversität in Linz fort. Sein Diplom erhielt er mit „Auszeichnung“. Es folgte eine vertiefende Dirigentenausbildung im Rahmen von Meisterkursen bei Peter Gülke, Sir John Eliot Gardiner und Nikolaus Harnoncourt, bei welchem er auch an Interpretationsseminaren teilnahm.
Lesskys Zusammenarbeit mit verschiedenen Orchestern, wie etwa dem Bruckner Orchester Linz, der Sinfonietta Baden, dem Wiener Concert-Verein, der Slowakischen Philharmonie, den Brünner Philharmonikern und internationalen Orchestern führten ihn neben Konzerten in Österreich nach Schweden, Deutschland, Tschechien sowie nach Lateinamerika, Südkorea und China. Er trat in renommierten Konzerthäusern wie dem Goldenen Saal des Wiener Musikvereins, dem Brucknerhaus Linz, der Tonhalle Zürich oder dem Seoul Arts Center auf.
Er gründete das Festival „Sommeroper Schärding“, in dessen Rahmen unbekannte oder selten gespielte Werke der Opernliteratur zur Aufführung gelangen. Im Jahre 1996 erhielt er ein Bayreuth-Stipendium des Richard-Wagner-Verbandes Linz. Von 1994 bis 2008 war Lessky künstlerischer Leiter der „Jungen Oper Oberösterreich“ und von 1998 bis 2000 Assistent des künstlerischen Leiters der Wiener Hofmusikkapelle. Von 2000 bis 2003 war er künstlerischer Leiter und Chefdirigent der Symphonieorchester am College of Music an der Mokwon-Universität Daejeon in Südkorea.
Er absolvierte Konzerte im Rahmen des Europäischen Konzertsommers Aspach, der Herbsttage Blindenmarkt, der Festspiele Europäische Wochen Passau, im Brucknerhaus Linz, am Stadttheater Steyr, am Stadttheater Berndorf und leitete eine Opernproduktion im Rahmen der oberösterreichisch-bayerischen Landesausstellung.
Im Rahmen des Programmes Artist in Residence absolvierte Lessky 2018 einen Aufenthalt in Teheran.
Sein Repertoire reicht von der Barockoper bis zu Werken zeitgenössischer Musik. Er hat mit internationalen Solisten zusammengearbeitet und war an Rundfunkproduktionen beteiligt.

## Repertoire dirigierter Werke (Auswahl)
- Kantate „Jauchzet Gott in allen Landen“ von Johann Sebastian Bach
- Brandenburgische Konzerte Nr. 2, Nr. 3 und Nr. 4 von Johann Sebastian Bach
- Ouvertüre „Die Geschöpfe des Prometheus“ von Ludwig van Beethoven
- Sinfonien Nr. 2, Nr. 6 und Nr. 8 von Ludwig van Beethoven
- Sinfonie Nr. 1 in C-Dur von Georges Bizet
- Sinfonie Nr. 1 c-Moll von Johannes Brahms
- Slawische Tänze op. 46 von Antonín Dvořák
- Peer-Gynt-Suite Nr. 1 op. 46 von Edvard Grieg
- Sinfonie „Mit dem Paukenschlag“ von Joseph Haydn
- Die Schöpfung von Joseph Haydn
- Gräfin Mariza von Emmerich Kálmán
- Krönungsmesse von Wolfgang Amadeus Mozart
- Don Giovanni von Wolfgang Amadeus Mozart
- Così fan tutte von Wolfgang Amadeus Mozart
- La Bohème von Giacomo Puccini
- Sinfonie Nr. 7 „Unvollendete“ von Franz Schubert
- Die Fledermaus von Johann Strauss
- „An der schönen blauen Donau“ von Johann Strauss
- Vier letzte Lieder von Richard Strauss
- Till Eulenspiegels lustige Streiche von Richard Strauss
- La traviata von Giuseppe Verdi

## Auszeichnungen und Preise
- Preisträger der Helmut-Schiff-Schenkung.[3]